# Phymaspermum montanum
Phymaspermum montanum es una especie de planta floral del género Phymaspermum, tribu Anthemideae, familia Asteraceae. Fue descrita científicamente por (Hutch.) Källersjö.
Se distribuye por las provincias del Norte.